# فرناندو غارسيا رويل
فرناندو غارسيا رويل (بالإنجليزية: Fernando García Roel)‏  (و. 1921 – 2009 م) هو مهندس من المكسيك. ولد في مونتيري، المكسيك. 
توفي عن عمر يناهز 88 عاماً.

## التعليم
تعلم في جامعة ويسكونسن-ماديسون.

## مناصب وهيئات
أدار معهد مونتيري للتكنولوجيا والتعليم العالي.